# Brat naszego Boga
Brat naszego Boga – dramat Karola Wojtyły powstały w latach 1944-1950, przedstawiający losy polskiego powstańca, malarza i zakonnika św. brata Alberta Chmielowskiego.

## Budowa i bohaterowie

### Budowa
Utwór składa się ze wstępu i trzech aktów: Pracownia przeznaczeń, W podziemiach gniewu, Dzień Brata. Między poszczególnymi aktami występują różnice czasowe.

### Osoby dramatu
- Adam/Brat Starszy/Albert – główny bohater. Malarz, brał udział w powstaniu styczniowym. Przemienia się w Brata Alberta
- Maks
- Stanisław – malarz, mieszka w Monachium, otworzył w Krakowie swoją wystawę
- Lucjan
- Jerzy
- Pani Helena
- Mąż Pani Heleny
- Woźny Rady Miejskiej – bohater epizodyczny
- Nieznajomy/Mówca – zwolennik rewolucji, próbuje namówić Adama do wzniecania buntu wśród ubogich.
- Teolog – jezuita, odwiedza pracownię Adama i odkrywa w nim powołanie
- Starsza Pani – matka Teologa
- Marynia – siostra Adama. Mieszka na wsi
- Wuj Józef – wuj Adama. Mieszka na wsi i prowadzi sierociniec
- Tamten – głos wewnętrzny Adama, utożsamiający się z rozumem; próbuje namówić Adama do powrotu do malarstwa
- Spowiednik
- Młody Człowiek/Hubert – muzyk, pragnie wstąpić do zgromadzenia Alberta
- bezdomni z ogrzewalni miejskiej
- zakonnicy: Sebastian, Antoni, Szczepan, odźwierny, i inni

## Przegląd treści

### Wstęp
Zawiera informacje autora na temat dramatu. Karol Wojtyła pisze: Będzie to próba przeniknięcia człowieka (...), aby odnaleźć (...) ten szczególny błysk na ciemnym tle tej rzeczywistości.

### Pracownia Przeznaczeń
W pracowni malarskiej Adama Chmielowskiego znajdują się Maks i Stanisław. Z czasem zjawiają się kolejne osoby: Pani Helena z mężem, Lucjan, Jerzy, a także chwilowo Teolog ze Starszą Panią. Rozmowy prowadzone na różne tematy: posłannictwo sztuki, ludzka psychika, odbiór sztuki przez widza. Z dyskusji poznajemy także Adama jako artystę. Jest nietypowym malarzem, wrażliwym i bardzo utalentowanym, ale zaczyna z lekceważeniem patrzeć na malarstwo. Nie traktuje tego jak zawód, lecz posłannictwo. Przeżywa pewne rozterki, stał się tajemniczy i uduchowiony. Lucjan opowiada, jak pod koniec zimy wracał z Adamem i kilkoma przyjaciółmi od Hrabiego. Złapała ich ulewa. Uciekając przed nią, znaleźli się w przytułku dla bezdomnych. Od tamtej chwili nastąpiła w Adamie przemiana. Zaczął interesować się problemami ubogich i zapraszać ich do swej pracowni. Do Pracowni przychodzi Adam. Rozmawia ze znajdującymi się w pracowni o ubóstwie, problemach społecznych. Ubolewa nad krzywdą bezdomnych i tym, że bogaci nic z tym nie robią. Uważa, że istnieje odpowiedzialność za społeczeństwo, która zapewnia bezpieczeństwo i zapobiega wybuchowi rewolucji. Chce działać, ale przeżywa przez to rozterki. Narasta w nim nowe powołanie, przed którym chce uciekać. W międzyczasie wszedł Nieznajomy. Gdy wszyscy wychodzą, rozmawia z Adamem na temat gniewu i niezadowolenia robotników. Chce namówić Adama do wzniecania buntu.

### W podziemiach gniewu
1.
Miejska ogrzewalnia dla bezdomnych. Słychać rozmowy przebywających w pomieszczeniu. Przybywa Adam i przynosi ze sobą jedzenie, odzież. Jednemu bezdomnemu pomaga znaleźć pracę w swojej pracowni. Jednak niektórzy z przebywających w schronisku są przeciwni pomocy niesionej przez Adama. Uważają go za zwykłego bogacza. Dochodzi do bójki między przeciwnikami i zwolennikami Adama. Malarz jest bezradny.
2.
Krakowska ulica. Adam prowadzi dyskusję z samym sobą – ze swoim rozumem. „Inteligencja” zarzuca mu porywanie się na niemożliwe, czyli walkę z ubóstwem. Obca jej jest wiara w Boga. Adam przerywa dyskusję, gdyż w bezdomnym opartym o latarnię widzi Chrystusa. Postanawia mu pomóc. Dawne ideały własnego „ja” stały się mu obce.
3.

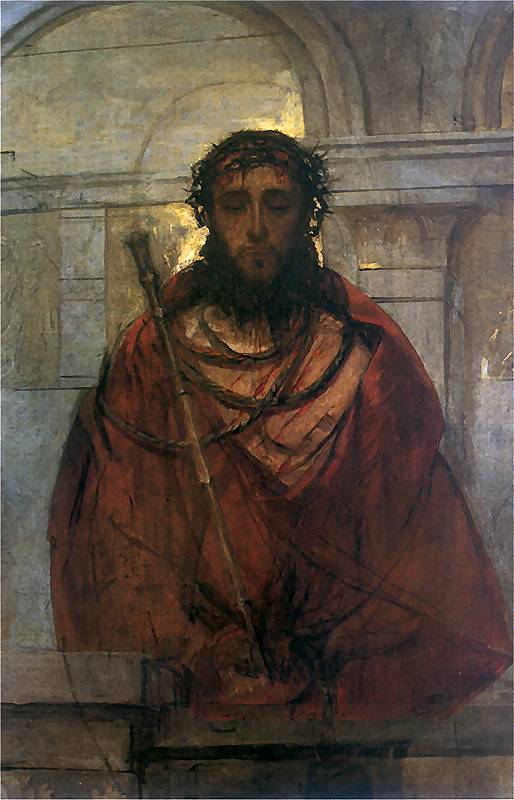
Ecce homo – Adam Chmielowski

Pracownia malarska. Adam namalował właśnie swój obraz Ecce Homo. Rozmawia z wizerunkiem Chrystusa widocznym na obrazie. Mówi o rozterkach, ciężko jest mu się wyrzec samego siebie. Zastanawia się, czy Chrystus naprawdę mieszka w każdym człowieku. Nie jest zadowolony ze swego obrazu.
4.
Spowiedź Adama. Adam czuje się zrezygnowany i nikomu niepotrzebny. Widać u niego rozdarcie. Spowiednik radzi mu: Daj się kształtować Miłości.
5.
Adam znów przynosi bezdomnym w ogrzewalni ubrania i jedzenie. Bezdomni mówią mu o swoich problemach. Dziwią się, że Adam jest malarzem i nie należy do bogaczy. Adam zaczyna dostrzegać godność człowieka i tym samym Chrystusa w innych.
6.
Ulica krakowska. Adam znów rozmawia z samym sobą – ze swoim rozumem. Tym razem jest silniejszy. Odrzuca ideały i rozumowe poznawanie świata. Oddaje się Miłości. Porzuca myśl o spaleniu obrazów.
7.
W pracowni odwiedzają Adama wuj Józef i Marynia. Próbują namówić Adama do wyjazdu na wieś. Rozmawiają o prowadzonym przez wuja sierocińcu, odpowiedzialności i Miłosierdziu. Wuj Józef i Marynia wychodzą. Adam podchodzi do obrazu Ecce homo. W Chrystusie odnajduje piękno, którego nie widział wcześniej, radość i Miłosierdzie. Mówi: Wyniszczyli Cię- | (...) Przy tym pozostałeś piękny (...) Takie piękno nazywa się Miłosierdzie.
8.
Adam prowadzi kwestę na rzecz miejskiej ogrzewalni. Spotyka Nieznajomego, z którym rozmawiał w pracowni. Nieznajomy próbuje go przekonać, że Miłosierdzie tak naprawdę nie zmieni sytuacji bezdomnych. Chce pokazać Adamowi swoją rację, więc umawia się z nim na spotkanie w ogrzewalni. Gdy Nieznajomy oddala się, Adam widzi swoich przyjaciół. Nie chce iść z nimi, gdyż za ważniejszą uznaje kwestę.
9.
Miejska ogrzewalnia. Nieznajomy próbuje przekonać bezdomnych do wzniecenia buntu przeciw bogatym. Nie udaje się mu to, gdyż nie został zrozumiany. Bezdomni uznają go za kolejnego, który obiecuje. Adam się wszystkiemu przygląda i tłumaczy Nieznajomemu przyczyny porażki. Adam mówi na temat rewolucji duchowej, a do niej potrzeba Miłosierdzia. Adam postanawia zostać z bezdomnymi.

### Dzień Brata
Miejska ogrzewalnia zostaje zamieniona na schronisko dla bezdomnych. Znajdują się w nim zakonnicy: sprzątają, prowadzą rozmowy na temat ubóstwa. Przybywa Brat Starszy i mówi o znaczeniu ubóstwa. Przychodzi Hubert z pragnieniem wstąpienia do zakonu. Albert jednak go nie przyjmuje i nakazuje dalej szukać powołania, gdyż jest zbyt „bogaty”. Nie zauważa Boga w ubóstwie. Również zakonnicy nie rozumieją znaczenia ubóstwa. Albert przemawia do braci. Uważa, że ubóstwo jest cierpieniem, które przybliża do Boga, daje wolność i prawdziwe bogactwo. Pozwala widzieć Chrystusa w każdym. Bracia pogrążają się w zadumie i modlitwie. Przybywa kilku zakonników z informacją o wybuchu buntu robotników w mieście. Brat Starszy nieoczekiwanie usprawiedliwia wybuchy rewolucyjne w mieście, bo są słuszne. Po chwili dodaje: „wybrałem większą wolność”.

## Wymowa utworu
Dramat Karola Wojtyły jest utworem o istnieniu dwóch powołań w jednym człowieku. Główny bohater odczuwa powołanie do sztuki i do niesienia pomocy potrzebującym. Wywołuje to w nim niemal rozdarcie wewnętrzne. Ostateczną decyzję podejmuje oglądając swój obraz Ecce homo. W wizerunku Chrystusa odnajduje miłosierdzie i odpowiedzialność za ubogich. Adam Chmielowski przemienia się w Brata Alberta i zakłada zgromadzenie zakonne – Zgromadzenie Braci Albertynów.
W utworze pojawia się też problem rewolucji. Przewija się w całym utworze w rozmowach Adama i Nieznajomego – zwolennika rewolucji. Przewijają się ich racje. Nieznajomy chce rewolucji skierowanej przeciwko bogatym, nastawionej na dobra materialne i polepszenie warunków bytowych robotników. Adam natomiast uważa, że konieczna jest jeszcze „rewolucja” duchowa. W ostatniej scenie bracia zakonni rozmawiają z Bratem Starszym (Bratem Albertem) o buncie robotniczym przeciw uprzywilejowanym. Brat Starszy mówi: Przecież wiecie, że gniew musi wybuchnąć. Zwłaszcza jak jest wielki. (...) I potrwa, bo jest słuszny (...) Wiem jednak, że wybrałem większą wolność. Bunt wobec ucisku, chęć wolności jest uzasadniona i nie potępiona, ale większą wolnością jest Miłosierdzie. Karol Wojtyła pisał swój dramat, gdy w Polsce powstawał komunizm. Jest to więc rozprawa z poglądami marksistowskimi. Autor dał również wzór postawy dla duchowych wobec rewolucji.

## Karol Wojtyła i brat Albert
Karol Wojtyła od najmłodszych lat widział w Adamie Chmielowskim wzór do naśladowania. Często porównuje się życie przyszłego papieża do życia Brata Alberta. Obaj w młodości fascynowali się sztuką, obaj również wybrali służbę Bogu. Musieli wybrać między jednym powołaniem a drugim. Jan Paweł II w książce Dar i Tajemnica o Bracie Albercie pisał: Dla mnie jego postać miała znaczenie decydujące, ponieważ w okresie mojego własnego odchodzenia od sztuki, od literatury i od teatru, znalazłem w nim szczególnie duchowe oparcie i wzór radykalnego wyboru drogi powołania. Jako Jan Paweł II kanonizował Brata Alberta 12 listopada 1989 roku.

## Wydania drukiem i ekranizacja
Dramat został pierwszy raz wydany drukiem w „Tygodniku Powszechnym”. Na podstawie dramatu w 1997 roku powstał film Brat naszego Boga w reżyserii Krzysztofa Zanussiego. Główne role zagrali: Scott Wilson, Christoph Waltz i Grażyna Szapołowska.